# Irene Hin
Irene Hin (geboren te Haarlem), is een Nederlandse singer-songwriter. Ze is bekend door het lied Blijf nog even en heeft één album uitgebracht; Achtbaan in 2023.

## Biografie
Hin is geboren in Haarlem en groeide op in Aerdenhout en Laren. In 2016 deed ze mee met televisieprogramma The voice of Holland, waarin ze kwam tot The Battles. Hierna was ze parttime model en plaatste ze op sociale media covers van verschillende nummers.
Nadat Hin in 2022 had getekend bij Sony Music, bracht ze in april 2022 haar debuutsingle Schaduw van jou uit. Dit lied gaat over het volgen van je hart en in haar geval het starten van een carrière in de muziek. Kort hierna stond ze in het voorprogramma bij een Nederlandse clubtour van Rob Dekay en later in het voorprogramma van Racoon. Haar volgende single was Roden leren jas, waarmee ze eind 2022 optrad tijdens het rondreizend muziekfestival Popronde.
Begin 2023 kwam de zangeres met de single Blijf nog even. Dit lied schreef de zangeres voor haar vader, die in 2019 was overleden aan de ziekte van Alzheimer. Mede-liedschrijvers voor Blijf nog even zijn Adriaan Persons en Paul Sinha. Het nummer ging viraal op mediaplatform TikTok en werd vervolgens veel gestreamd op Spotify. Hin werd uitgenodigd om bij het Herinneringen Top 50-concert, georganiseerd door onder andere Alzheimer Nederland, in de Ziggo Dome het lied te zingen. Na Blijf nog even, kwam Hin met de singles Niemand anders en Achtbaan, voordat ze in november 2023 haar debuutalbum Achtbaan uitbracht. De thema's van dit album zijn verlies, liefde en kiezen voor jezelf.